# Кирий, Ольга Адольфовна
Ольга Адо́льфовна Ки́рий (в девичестве Тю́рина; род. 19 июля 1968) — российская тележурналистка, в 2001—2011 годах — заведующая корреспондентским Южным бюро «Первого канала».

## Биография
Родилась в городе Тамбов. В 1990 году окончила режиссёрско-театральное отделение Тамбовского филиала Московского государственного института культуры. Начала свою журналистскую карьеру в 1997 году. Работала корреспондентом городской студии телевидения в городе Минеральные Воды. Была внештатным корреспондентом НТВ на Северном Кавказе.
С 2001 по 2018 год работала на «Первом канале». С 2001 по 2011 год — корреспондент по Северной Осетии, Ставропольскому краю и Пятигорску, далее — продюсер. Автор более 1 000 репортажей для телепрограмм «Новости» и «Время».
Освещала события в Чечне, теракт в Каспийске, нападение на Назрань, взрывы самолётов в Тульской и Ростовской области в августе 2004 года, нападение боевиков на Нальчик, спецоперации силовиков в горячих точках в республиках Северного Кавказа — Кабардино-Балкария, Карачаево-Черкесия, Ингушетия. Во время войны в Ираке 2003 года делала материалы из Иордании.
Работала в прямом эфире в дни террористического акта в Беслане в сентябре 2004 года, войны в Грузии в августе 2008 года. Неоднократно принимала участие в подготовке телепрограммы «Прямая линия с Владимиром Путиным» как корреспондент «Первого канала».
Во время террористического акта в Беслане Ольга Кирий вела прямой эфир с места событий из зоны массированного обстрела. По ходу прямого включения ведущий выпуска новостей даже попросил корреспондента быть чуть осторожней и держаться подальше от стрельбы. Помимо этого, 20 мая 2006 года выходила в прямой эфир из кабардино-балкарского города Майский (родного города Димы Билана) перед прямой трансляцией конкурса песни «Евровидение-2006», а в ночь с 4 на 5 июля 2007 года работала специальным корреспондентом в Сочи во время выборов столицы зимней Олимпиады 2014 года.
С 2018 по 2020 год — в Москве, работала продюсером в МИЦ «Известия» (РЕН ТВ).
С 2020 года — автор и продюсер фильмов телеканала RT Documentary.
Разведена. Дочери Екатерина (1990 г. р.) и Анастасия (1993—2018).

### Резонансные эпизоды
В феврале 2006 года подверглась нападению при попытке снять репортаж в травматологическом отделении больницы города Владикавказа, где находились пострадавшие в результате теракта в залах с игровыми автоматами. Ольгу Кирий и оператора не пустили в здание больницы два пьяных милиционера, сославшись на то, что на территории больницы якобы запрещено проводить видеосъёмку. После этого журналистку затащили в процедурный кабинет, где в тот момент никого не было, и закрыли дверь изнутри. Милиционеры несколько раз ударили журналистку по лицу и в живот, как следствие, она получила сотрясение мозга и повреждение мягких тканей. Тем не менее, данный репортаж из владикавказской больницы она успела сделать и сдать в эфир. По факту избиения было возбуждено уголовное дело.
Судебный процесс по делу об избиении Ольги Кирий проходил в июне 2006 года. Он завершился обвинительным приговором. На скамье подсудимых оказался сотрудник местного МВД России Георгий Тотоев. Решением Промышленного районного народного суда Тотоева приговорили к 3 годам и 6 месяцам лишения свободы с отбыванием наказания в колонии строгого режима. Приговор оглашался без участия пострадавшей.

## Награды
- Знак «За содействие МВД»
- Медаль «За укрепление боевого содружества» (Министерство обороны России)[21] — награждена за репортажи из захваченной террористами школы № 1 на территории североосетинского Беслана[12].
- Медаль «За содружество во имя спасения»
- Заслуженный журналист Южной Осетии
- Ветеран труда (2012)
- 27 ноября 2006 года была награждена медалью ордена «За заслуги перед Отечеством» II степени «за большой вклад в развитие отечественного телевидения и плодотворную работу»[22].
- Медаль «В ознаменовании 10-летия победы в Отечественной войне народа Южной Осетии» (12 февраля 2019 года) — за мужество, стойкость и подлинный героизм в деле объективного освещения в средствах массовой информации трагических событий вероломной агрессии Грузии против народа Республики Южная Осетия в августе 2008 года[23].